# Cora E.

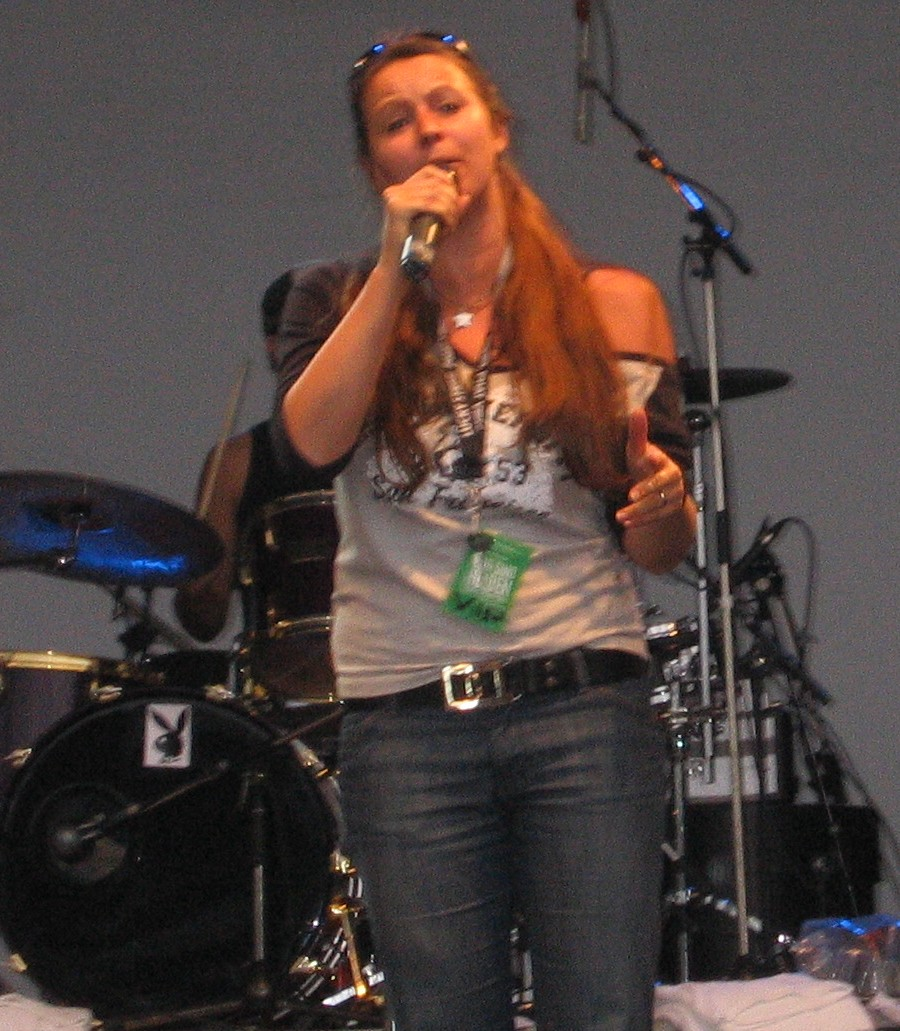
Cora E. (2005)

Cora E. (bürgerlich Sylvia Macco; * 1968 in Kiel) ist eine deutsche Rapperin und gilt neben Gruppen wie Advanced Chemistry als Pionierin des deutschsprachigen Rap. Sie trat auch unter dem Namen Zulu-Queen in Erscheinung.

## Leben
Cora E. wuchs in Kiel auf. Über Graffiti und Breakdance kam sie zur Hip-Hop-Kultur. Etwa Mitte der 1980er begann sie, auf Deutsch und Englisch zu rappen, erstmals auf der Bühne stand sie 1988. Seit 1992 lebt sie in Heidelberg, wo sie als Krankenschwester in der psychiatrischen Abteilung der Universitätsklinik arbeitete.
Cora E.s Musik und Texte wurden beeinflusst von der Bekanntschaft mit T La Rock und einem zweijährigen Aufenthalt in den USA, wo sie in Baltimore und Philadelphia lebte. Nach der Wende arbeitete sie mit der Leipziger Hip-Hop-Gruppe Beside The Norm, ab 1992 dann mit dem Hamburger DJ und Produzenten Marius No.1. Sie trat an der Seite von Breakdance-Formationen wie Battle Squad oder den Taino Tactix und Rap-Gruppen wie Advanced Chemistry, LSD, Stieber Twins und No Remorze auf.
Bekannt wurde sie durch die Stücke Könnt ihr mich hör’n? (Debüt-Maxi 1993, wiederveröffentlicht auf Chiefrocker 2003) und Nur ein Teil der Kultur (1994). Beide Platten wurden von dem Hamburger DJ Marius No.1 produziert und erschienen beim Hamburger Independent-Label Buback.
Nach ihren beiden ersten Platten wechselte sie 1995 von Buback zu Spin/EMI. Dort erschien 1997 die Single Schlüsselkind, in der sie singt: „… war erst zwölf, als ich das erste Bier probierte, und auch die beste Mutter merkt nicht, dass ihr Kind nach Alkohol stinkt – wenn sie selber trinkt“. Schlüsselkind ist autobiographisch und Cora E. nennt Roxanne Shanté als ihr musikalisches Vorbild.

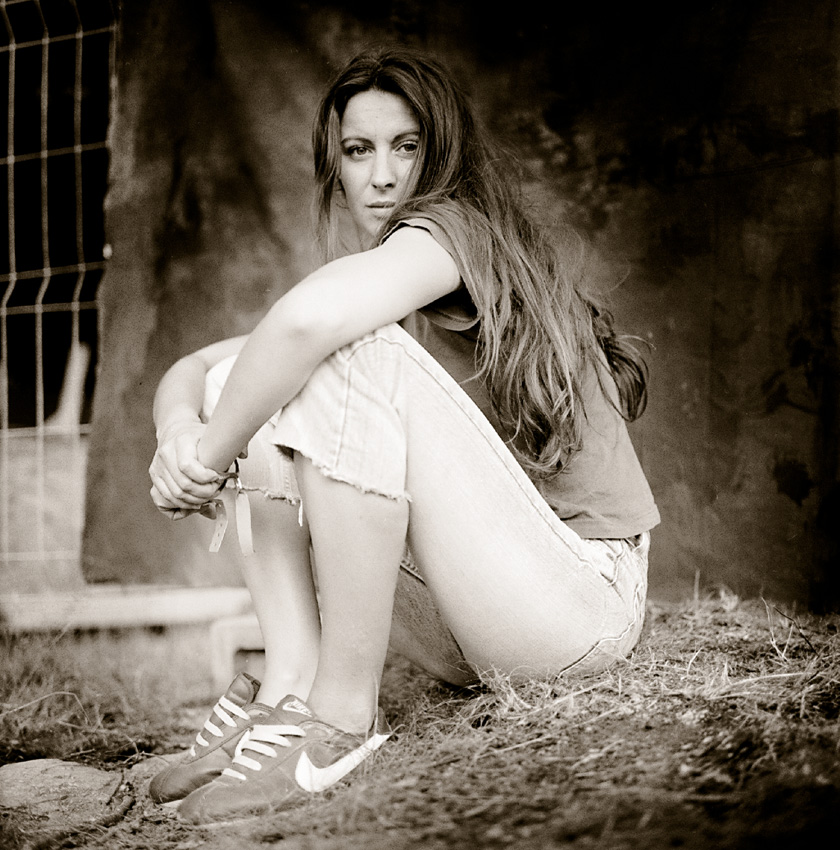
Cora E. (2000)

Ein Jahr später folgte ihre LP CORAgE, bei der sie unter anderem von den Stieber Twins und Freundeskreis unterstützt wurde. Ebenfalls 1998 erschien das Album Geheimrezept der Jazzkantine, auf dem Cora E. zu hören ist.
Cora E. ist Mitglied der Zulu Nation. 2002 porträtierte die Dokumentarfilmerin Petra Mäussnest Cora E. und ihre Rapkolleginnen Brixx und Pyranja in dem Film Will einmal bis zur Sonne geh’n.
2001 zog sie sich als Künstlerin zurück und leitet seitdem Rap-Workshops für Kinder und Jugendliche. 2004 war sie auf dem Album Geteiltes Leid II von Moses Pelham zu hören und 2005 mit dem Lied Fragen auf dem Album Threeshot von J-Luv.
Bei den Hiphop.de Awards 2021 wurde sie für ihr Lebenswerk ausgezeichnet.

## Diskografie

### Studioalben
| Jahr | Titel  | Anmerkungen                                                                                       |
| ---- | ------ | ------------------------------------------------------------------------------------------------- |
| 1998 | CORAgE | Erstveröffentlichung: 12. März 1998 bereits 1997 als LP "…und der MC ist weiblich" veröffentlicht |

### Singles
| Jahr | Titel Album                                | Höchstplatzierung, Gesamtwochen, AuszeichnungChartsChartplatzierungen (Jahr, Titel, Album, Platzierungen, Wochen, Auszeichnungen, Anmerkungen) | Anmerkungen                                                                 |
| Jahr | Titel Album                                | DE | Anmerkungen                                                                 |
| ---- | ------------------------------------------ | --- | --------------------------------------------------------------------------- |
| 1999 | Hija Aus der Sicht und mit den Worten von… | DE35 (8 Wo.)DE | Erstveröffentlichung: 8. November 1999 Sabrina Setlur feat. Cora E. & Brixx |

Weitere Singles
- 1993: Könnt ihr mich hör’n / Ich geh ins Ziel (mit Marius No. 1)
- 1994: Nur ein Teil der Kultur (mit Marius No. 1)
- 1996: Keep Shit Raw / Fenster zum Hof (mit Taino Tactix und Stieber Twins)
- 1997: Schlüsselkind
- 1998: Zeig es mir (feat. Curse)
- 1998: …und der MC ist weiblich (feat. Curse)
- 2000: Bonnie & Clyde 2000 (Moses Pelham feat. Cora E.)
- 2021: Bleib bitte (Moses Pelham feat. Cora E.)

## Lyrics
- Hip Hop ist kein Musikstil, sondern Sprechgesang nur ein Teil der Kultur B-Boys nur ein Teil der Kultur Graffiti nur ein Teil der Kultur (Refrain aus „Nur ein Teil der Kultur“ mit Marius No. 1)
- Sind keine vier, sondern zwei / Nicht fantastisch, doch echt / Wir gehen mit handgemachten Waffen ins Gefecht / Jedes Wort und jede Silbe, jeder Satz hat’s / Sind meine Reime schon zu voll / Schaff ich Ersatz-Platz. („Könnt ihr mich hören“ mit Marius No. 1)
- Ich ertrank fast, sank, doch hatte Glück / Die Welle aus Amerika spülte mich wieder ans Land zurück / Ich begann zu leben, wurd aktiv / und hab zum ersten Mal geträumt ohne dass ich schlief (Schlüsselkind)
- Ohne den Tanz ohne die Kunst wär was Du tust nur Rap, drum zeige B-Boys und Writern Respekt („Nur ein Teil der Kultur“ mit Marius No. 1, 3. Strophe)
- Und so widme ich auch meinen letzten Reim – der Kultur und sie wird niemals nur Musik sein („Nur ein Teil der Kultur“ mit Marius No. 1, 3. Strophe)